# Hydaspia dorsipunctella
Hydaspia dorsipunctella är en fjärilsart som beskrevs av Émile Louis Ragonot 1888. Hydaspia dorsipunctella ingår i släktet Hydaspia och familjen mott. Inga underarter finns listade i Catalogue of Life.